# Liste der Stolpersteine in Treuenbrietzen

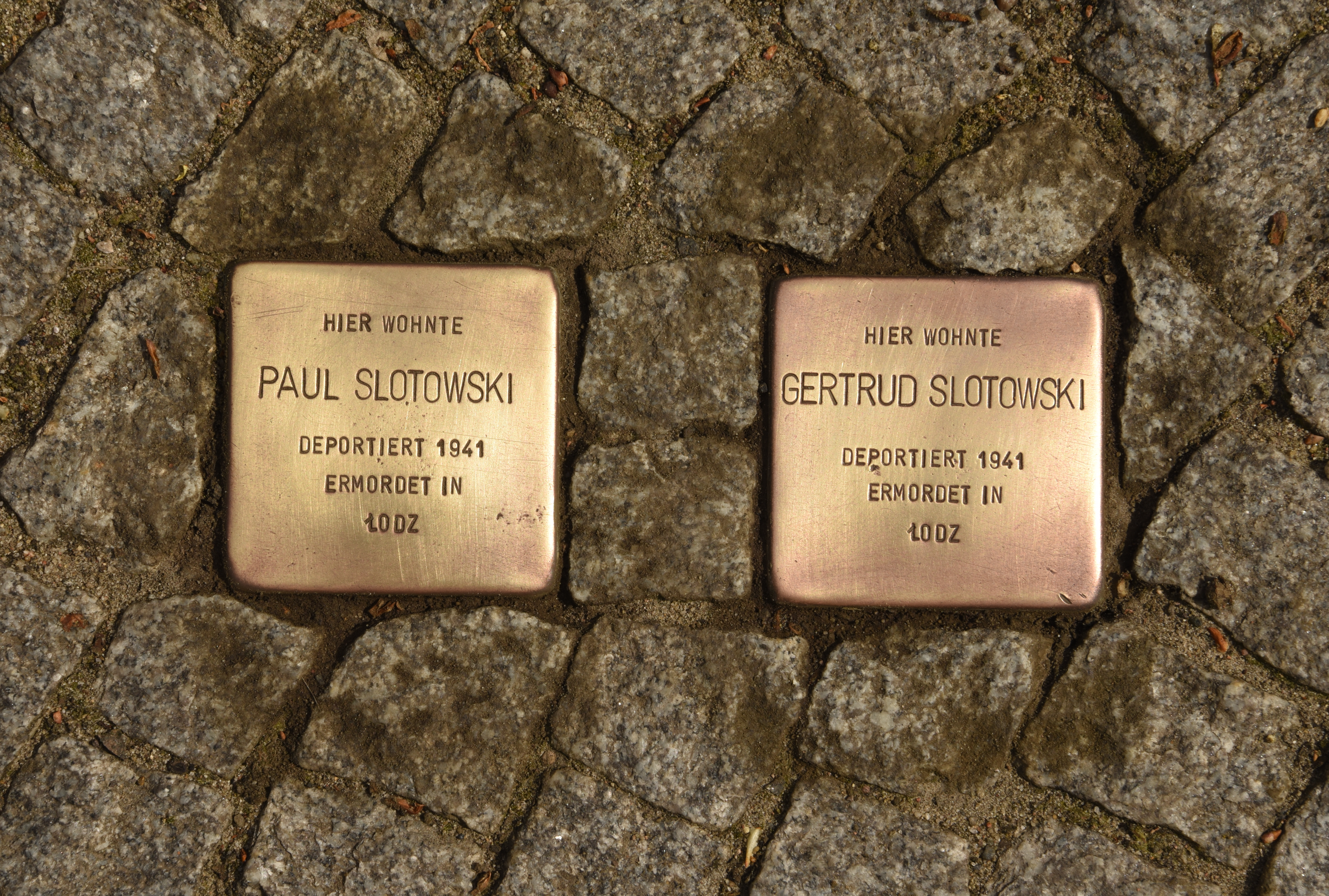
Stolpersteine für das Ehepaar Slotowski

Die Liste der Stolpersteine in Treuenbrietzen umfasst jene Stolpersteine, die vom Kölner Künstler Gunter Demnig in der brandenburgischen Stadt Treuenbrietzen verlegt wurden. Sie sind Opfern des Nationalsozialismus gewidmet, all jenen, die vom NS-Regime drangsaliert, deportiert, ermordet, in die Emigration oder in den Suizid getrieben wurden.
Demnig verlegt für jedes Opfer einen eigenen Stein, im Regelfall vor dem letzten selbst gewählten Wohnsitz.

## Verlegte Stolpersteine
In Treuenbrietzen wurden zwei Stolpersteine an einer Anschrift verlegt.
| Stolperstein | Inschrift                                                      | Verlegeort      | Name, Leben |
| ------------ | -------------------------------------------------------------- | --------------- | --- |
|              | HIER WOHNTE GERTRUD SLOTOWSKI DEPORTIERT 1941 ERMORDET IN ŁODZ | Großstraße 77 · | Gertrud Slotowski, geborene Frei, wurde am 20. Oktober 1886 in Neustadt, damals Schlesien, geboren. Sie heiratete den Kaufmann Paul Slotowski, das Paar hatte zumindest eine Tochter und betrieb ein Kaufhaus in Treuenbrietzen. Nach der Machtergreifung Hitlers waren sie immer wieder Übergriffen ausgesetzt. Gertrud Slotowski und ihr Mann flüchteten nach Berlin, glaubten sich dort in Sicherheit. Am 24. Oktober 1941 wurden sie von Berlin ins Ghetto Litzmannstadt deportiert. Gertrud Slotowski wurde am 4. Mai 1942 zusammen mit ihrem Mann in das Vernichtungslager Kulmhof deportiert und ermordet. Auch ihr Ehemann überlebte die Shoah nicht, er wurde unmittelbar nach der Ankunft in Kulmhof ermordet. Zumindest eine Tochter hat die Shoah überlebt. |
|              | HIER WOHNTE PAUL SLOTOWSKI DEPORTIERT 1941 ERMORDET IN ŁODZ    | Großstraße 77 · | Paul Slotowski wurde am 8. März 1879 in Neu Jucha, damals Ostpreußen, heute Polen, geboren. Er heiratete Gertrud Frei. Das Paar hatte zumindest eine Tochter. Slotowski diente im Ersten Weltkrieg. Im Jahr 1911 übernahm er in Treuenbrietzen ein Konfektionsgeschäft und baute es zu einem Kaufhaus für Manufakturen, Modewaren, Damen- und Herrenkonfektionen aus. Es wurde das größte Kaufhaus in Treuenbrietzen. Bereits 1923 gab es erste antijüdische Angriffe auf Geschäfte von Juden, auch die Fensterscheiben von Slotowkis Kaufhaus wurde mit Hakenkreuzen beschmiert. 1932 versuchten sich er und ein weiterer jüdischer Kaufmann, Willy Lax, öffentlich gegen Verleumdungen zu wehren. Nur wenige Monate später begannen die Boykotte jüdische Geschäfte. Slowowski und Lax versuchten mit Eingaben an die Industrie- und Handelskammer sich gegen die Boykotte zur Wehr zu setzen, Lax wandte sich sogar an Hermann Göring. Slotowski versuchte alles um das Geschäft zu retten, so ließ er im Geschäft ein großes Schild anbringen, dass man beim Betreten und Verlassen des Geschäftes mit "Heil Hitler" zu grüßen hätte. 1936 gab Lax auf, doch Paul Slotowski fühlte sich nicht sicher, er war beliebt. So schenkte er den Familien seiner Angestellten zu Weihnachten neue Kleidung, die Kinder bekamen Spielsachen. An Bauern verlieh er zu günstigen Konditionen Geld. Des Weiteren war er Mitglied des Vorstandes der Synagogengemeinde Beelitz, hatte den größten Anteil für das Löwendenkmal im Heldenhain gespendet. Gegenüber dem Kaufhaus wurde ein Schaukasten mit antijüdischer Propaganda angebracht, noch immer kauften zu viele im Kaufhaus ein, dagegen wollte man aktiv vorgehen. Unter dem Vorwand seine Angestellten zu verprügeln, wurde er verhaftet, zuvor waren Gummiknüppel im Kaufhaus versteckt worden, doch kein Angestellter wollte aussagen, die Anklage musste fallen gelassen werden. In der Reichskristallnacht drangen zwei Hitlerjugend-Führer in Das Kaufhaus ein, sie zerstören die Waren und prügelten Slotowski aus seinem Geschäft. Er gab auf und zog nach Berlin. Das Kaufhaus wurde zu einer Sammelstelle für das Winterhilfswerk umgewandelt. Offiziell geschlossen wurde das Kaufhaus Anfang 1939, was zu Verunsicherung bei den Treuenbrietzenern führte, Bürgermeister Tittmann musste beruhigen, dass die Warenversorgung weiterhin stattfinden würde. 1940 eignete sich die Stadtverwaltung das Haus an. Am 24. Oktober 1941 wurde Paul Slotowski zusammen mit seiner Frau von Berlin ins Ghetto Litzmannstadt deportiert. Paul Slotowski wurde am 4. Mai 1942 in das Vernichtungslager Kulmhof deportiert und noch am selben Tag ermordet. Zumindest eine Tochter überlebte, sie meldete 1947 Rückgaberechte an. Ehemalige Angestellte des Kaufhauses, die Geschwister Horchoff und Thiel, hatten das Gebäude 1946 von der Stadt erworben, trotz Eingabe der Tochter der Slotowskis wurde das Kaufhaus von den Schwestern eröffnet, beide zogen nach Westberlin. Ein Bekleidungsgeschäft blieb das ehemalige Kaufhaus bis zur Wende, dann wurde es von der Firma Rossmann übernommen. |

## Verlegung
Die Stolpersteine wurden am 12. Dezember 2006 von Gunter Demnig persönlich verlegt.